# Dobleache
Dobleache (Alcalá de Henares, Madrid; 28 de marzo de 1973) es un MC afrohispano, director de la revista Hip Hop Life, exdirector de la revista Hip Hop Nation y exmiembro del disuelto grupo Jazz Two.

## Biografía

### Comienzos
Comenzó a escuchar música hip hop en el año 1989, en la época en que el primer disco de Tone Loc, Loc'ed After Dark, salía al mercado estadounidense. Intentó pintar grafiti usando el alias de "Strike" pero lo dejó porque sus vecinos le vieron. Debido a su traslado de residencia de Madrid capital a Alcalá de Henares, la cercanía con la base de Torrejón de Ardoz le permitió tener un mayor contacto con el rap de Estados Unidos. Es en esta ciudad durante su adolescencia, donde conoció a Dave Bee, Wild-J, Dj Scratch y D-Prime (posteriormente conocido como Mitx, hermano de Dobleache) con los que fundaría el grupo RWB en pleno inicio del hip hop en España. Muestra cierta rivalidad con Meswy.

### Jazz Two
Tras la desintegración de su primer grupo, Dobleache y Dave Bee fundaron el dúo Jazz Two en 1991, con el que se alejaban del estilo  extendido en el panorama español. Durante los inicios del grupo grabaron varias maquetas, "Jazz Two n'la ksa" en 1993 y "Yassisbak" en 1995, que ellos mismos se encargaban de vender.
En 1996 tras la publicación de la maqueta Modus operandi modus vivendi, el sello discográfico Ama Records contactó con el grupo. Fue con este sello con el que publicaron su primer trabajo discográfico bajo el título Reseteándome, en 1997. También realizaron la grabación de un álbum musical de larga duración, Mínimo, que por problemas del sello no pudo publicarse, este vio la luz en 2002 de la mano del sello Euro17.
Un año después, en 1998, ficharon por la discográfica Avoid Records, con la que grabaron Pura coincidencia, un maxisencillo que sería la introducción a su último trabajo profesional como grupo, Nomon. Ese mismo año, debido a las diferentes ideas musicales de cada uno, el grupo se disolvió y ambos comenzaron sus carreras en solitario.

### Carrera musical en solitario
Continuó ligado al sello Avoid, con el cual publicó su primer maxi en solitario: Pobrecito hablador (2000). En este trabajo contó con las producciones de Los Trovadores De La Lírica Perdida y Giro er Nene.
Poco después rescindió su contrato e inició una nueva etapa con Yo Gano, en el año 2001 salió a la venta Punto y seguido, el maxi anticipo de su primer LP Nada como si (2001), tras la desaparición de Jazz Two. Fue producido por su hermano Mitx, Souchi, Dj Uve (Chinatown) y Biyi. También contó con las colaboraciones al micrófono de Metro, Malinche, Los Trovadores De La Lírica Perdida, Bano y Black D, entre otros.

### Otras actividades
Dobleache es director de la revista española Hip Hop life, además de ser exdirector de la revista Hip Hop Nation enfocada a la cultura hip hop. Antes de escribir con esta revista, colaboró con fanzines como "Sabor cero" o "2P69" ambos de Albacete, "Rapapolvos", "Afroexpress" o la revista Serie B en su primera época. Le ofrecieron colaborar con Hip Hop Nation para un artículo resumen anual para seguir colaborando regularmente con la revista en entrevistas, crónicas y compaginando con otras revistas. Más adelante le propusieron como Redactor Jefe en el 2003, cargo en el que estuvo durante varios meses. Coincidiendo con el número 50 de la revista, el entonces director dejó la revista de manera oficial y Dobleache pasó a ser el director de la publicación.
También ha participado en diferentes debates en universidades, casas de la juventud y en el Fórum Universal de las Culturas 2004. Ha desarrollado su faceta de presentador en varios festivales: Viña Rock, Zaragoza Ciudad, Hopstyle Festival 3, campeonato DMC de España, Hip Hop Live TV, la segunda edición de Red Bull Batalla de los Gallos y un homenaje a José Couso realizado el año 2006 en Madrid.
Desde 2005 hasta 2018 ha sido miembro fijo del jurado de las batallas españolas de la Red Bull Batalla de los Gallos y con diferencia el más característico.

## Discografía

### Con Jazz Two
- Jazz Two n' la k'sa (1993)
- Yassisbakk!!! (Daddy Fonk at Cha, 1994)
- Modus operandi modus vivendi (Maqueta) (1996)[2]
- Representándome (Maxi) (Ama Records, 1997)
- Pura coincidencia (EP) (Avoid Records, 1998)
- Nomon (LP) (Avoid Records, 1998)
- Mínimo (LP) (Euro17, 2002) (Inédito, reeditado)

### En solitario
- Pobrecito hablador (Maxi) (Avoid Records, 2000)
- Punto y seguido (Maxi) (Superego, 2001)
- Nada como si (LP) (Superego, 2001)

## Colaboraciones
- Kool Dj X "Euro17 Representativos" (1997)
- Dave Bee! "Comunicologia Vol. 1" (1997)
- Locus Amenus "Un día más en la vida de un Don Nadie" (1998)
- Black D "La homilía" (1998)
- Zeta "Guateque" (1999)
- Pacto entre castellanos "Memorandum" (1999)
- Kool Dj X "El legado de Kool Dj X" (2000)
- Giro "De Kilotape 2000" (2000)
- A2V "A 2 Velas" (2000)
- Los Trovadores De La Lírica Perdida "Nuevo catálogo de rimas, manifiestos y sarcasmos" (2000)
- Souchi "La esencia" (2000)
- Malinche "Malinche" (2001)
- Mendozah "Efecto 2000" (2001)
- VV.AA. "Estilo Hip Hop I" (2002)
- Jet Set Conexión "Sin escape" (2002)
- Black D "El venerable de la cumbre" (2002)
- Souchi "La Esencia 2002" (2002)
- La Puta Opepé "Chanelance" (2002)
- Mendozah "Devenir" (2002)
- VV.AA. "Estilo Hip Hop II" (2003)
- 995 "Kompetición" (2003)
- VV.AA. "Flow Latino (Habana - Madrid)" (2003)
- Konexión "Destilando stylo" (2003)
- Dj Freshco "Mixtape 02" (2004)
- Madrid Pimps "Vol. 3 Pillar Y Perder" (2004)
- Dj Lexmerk "Situaziones komplicadas" (2004)
- LaMeka55 "Y yo feliz" (2004)
- Bako "Skribo (con Souchi)" (Gasta suela, 2005)
- Yama "Amor" (2005)
- Rapsusklei "La Maketa De Frees Junos" (2005)
- Full Nelson "Confía en mí" (2005)
- Alto Pakto "Funkatomic" (2005)
- Korazón Crudo "El Último Romántico" (2006)
- VV.AA. "Tiempo de kambio" (2006)
- VV.AA. "Spaniz Sound Vol.2" (2006)
- Dj Phet "Be like Phet the mixtape" (2006)
- Dano "Cierra los ojos" (2007)
- JPelirrojo "Phyxius" (2007)
- Aerolíneas Subterráneas "Soul Deluxe Vol. 1: La semilla" (2007)
- Lex Luthorz "Soul Villain" (2011)
- Acrow "Cuando la soledad llega" (2013)